# Важгорт (сельское поселение)
Важгорт — административно-территориальная единица (административная территория село с подчинённой ему территорией) и муниципальное образование (сельское поселение с полным официальным наименованием муниципальное образование сельского поселения «Важгорт») в составе муниципального района Удорского в Республике Коми Российской Федерации.
Административный центр — село Важгорт.

## История
Статус и границы административной территории установлены Законом Республики Коми от 6 марта 2006 года № 13-РЗ «Об административно-территориальном устройстве Республики Коми».
Статус и границы сельского поселения установлены Законом Республики Коми от 5 марта 2005 года № 11-РЗ «О территориальной организации местного самоуправления в Республике Коми»

## Население
| 2010 | 2011 | 2012 | 2013 | 2014 | 2015 | 2016 |
| ---- | ---- | ---- | ---- | ---- | ---- | ---- |
| 627  | ↘621 | ↘616 | ↘609 | ↘590 | ↘576 | ↘561 |
| 2017 | 2018 | 2019 | 2020 | 2021 |      |      |
| ↘544 | ↘538 | ↘499 | ↘488 | ↘415 |      |      |

## Состав
Состав административной территории и сельского поселения:
| № | Населённый пункт | Тип населённого пункта       | Население |
| - | ---------------- | ---------------------------- | --------- |
| 1 | Большие Чирки    | деревня                      | 6         |
| 2 | Важгорт          | село, административный центр | 512       |
| 3 | Выльвидзь        | деревня                      | 0         |
| 4 | Кривое           | деревня                      | 109       |
| 5 | Пасма            | деревня                      | 0         |